# Karthik Raja
Karthik Raja (Chennai, 1973) è un compositore indiano.
Ha debuttato come direttore cinematografico nel film Tamil Alexander (1996) e ha continuato a incidere musica per molti film famosi e premiati sia dalla critica sia dal pubblico.

## Biografia
Karthik Raja è il figlio maggiore del musicista Mastro Ilaiyaraaja. Suo fratello Yuvan Shankar Raja e sorella Bhavatharini, che sono anche essi direttori e cantanti in playback nel film Tamil, hanno lavorato con lui a progetti degni di nota.
Ha studiato a St.Bede's school a Chennai e si è diplomato dal Loyola College, Chennai. L'8 giugno 2000, Karthik Raja sposò Raja Rajeswari a Tirupati, Andhra Pradesh, India.